# Comuna Drăgotești, Dolj
Drăgotești este o comună în județul Dolj, Oltenia, România, formată din satele Benești, Bobeanu, Buzduc, Drăgotești (reședința), Popânzălești și Viișoara.
Comuna Drăgotești se învecinează cu următoarele localități:
- la N cu comuna Robănești;
- la V cu comuna Leu;
- la S cu comuna Teslui;
- la E cu județul Olt, comuna Voineasa;

Localitatea este străbătută de DJ461 și se află la 28 de km de Craiova.

## Demografie
Componența etnică a comunei Drăgotești
     Români (91,94%)
     Alte etnii (8,06%)
Componența confesională a comunei Drăgotești
     Ortodocși (91,73%)
     Alte religii (0,11%)
     Necunoscută (8,16%)
Conform recensământului efectuat în 2021, populația comunei Drăgotești se ridică la 1.899 de locuitori, în scădere față de recensământul anterior din 2011, când fuseseră înregistrați 2.174 de locuitori. Majoritatea locuitorilor sunt români (91,94%). Din punct de vedere confesional, majoritatea locuitorilor sunt ortodocși (91,73%), iar pentru 8,16% nu se cunoaște apartenența confesională.

## Politică și administrație
Comuna Drăgotești este administrată de un primar și un consiliu local compus din 11 consilieri. Primarul, Lucian Vasile[*], de la Partidul Social Democrat, este în funcție din octombrie 2020. Începând cu alegerile locale din 2024, consiliul local are următoarea componență pe partide politice:
|  | Partid                    | Consilieri | Componența Consiliului | Componența Consiliului | Componența Consiliului | Componența Consiliului | Componența Consiliului | Componența Consiliului |
|  | ------------------------- | ---------- | ---------------------- | ---------------------- | ---------------------- | ---------------------- | ---------------------- | ---------------------- |
|  | Partidul Social Democrat  | 6          |                        |                        |                        |                        |                        |                        |
|  | Partidul Național Liberal | 4          |                        |                        |                        |                        |                        |                        |
|  | Alianța Dreapta Unită     | 1          |                        |                        |                        |                        |                        |                        |